# Dahlgrenius supplementarius
Dahlgrenius supplementarius är en skalbaggsart som först beskrevs av Thérond 1961.  Dahlgrenius supplementarius ingår i släktet Dahlgrenius och familjen stumpbaggar. Inga underarter finns listade i Catalogue of Life.